# Familjeträd
För den genealogiska betydelsen, se släktträd. 
Ett familjeträd är ett vanligt fruktträd, oftast plommon, päron eller äpple, som man inympat flera olika sorter i, oftast 2-4 stycken. Speciellt med ett familjeträd är att det är helt självpollinerande, vilket ger bättre skörd.